# St. Andreas (Tanna)

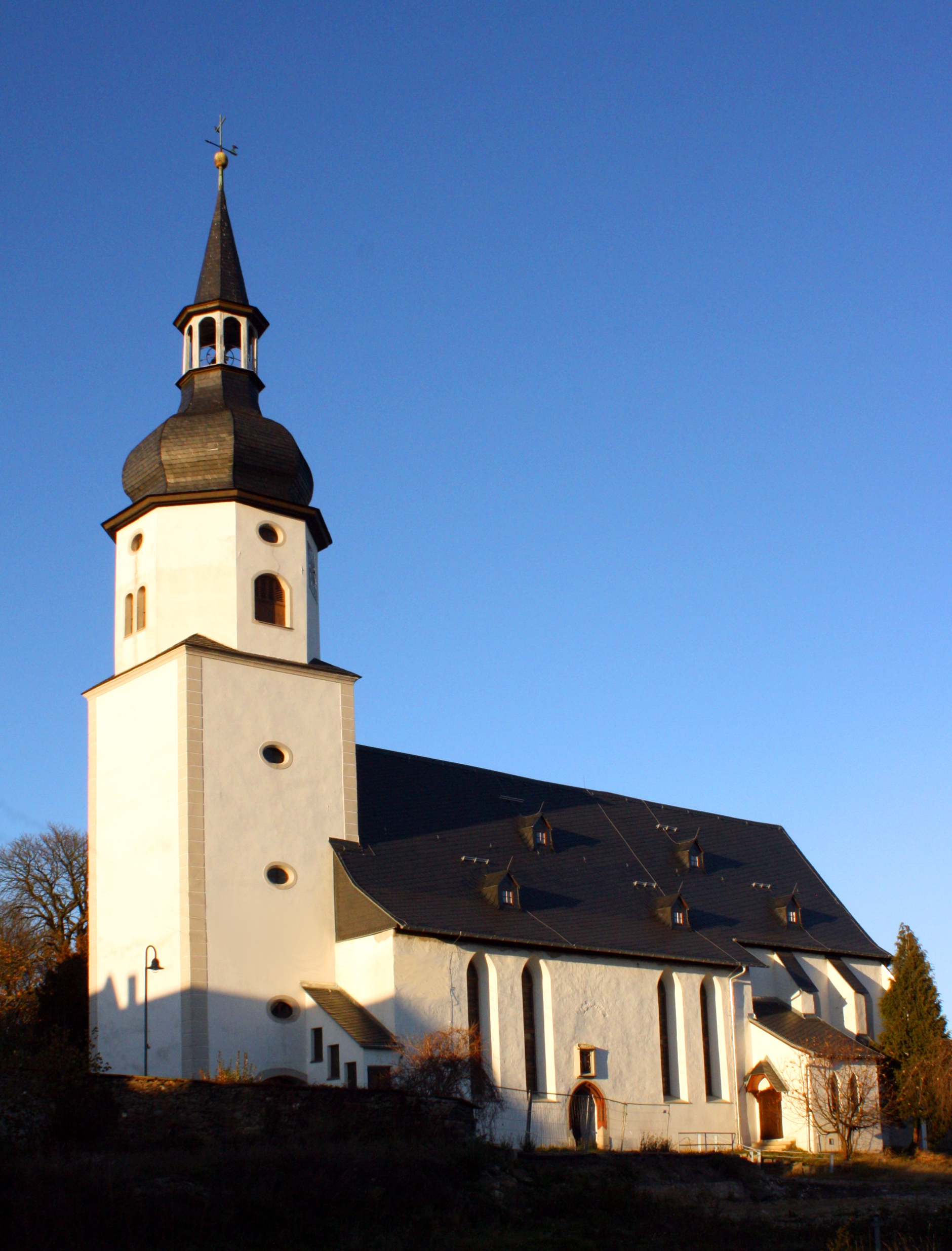
Die Kirche in Tanna

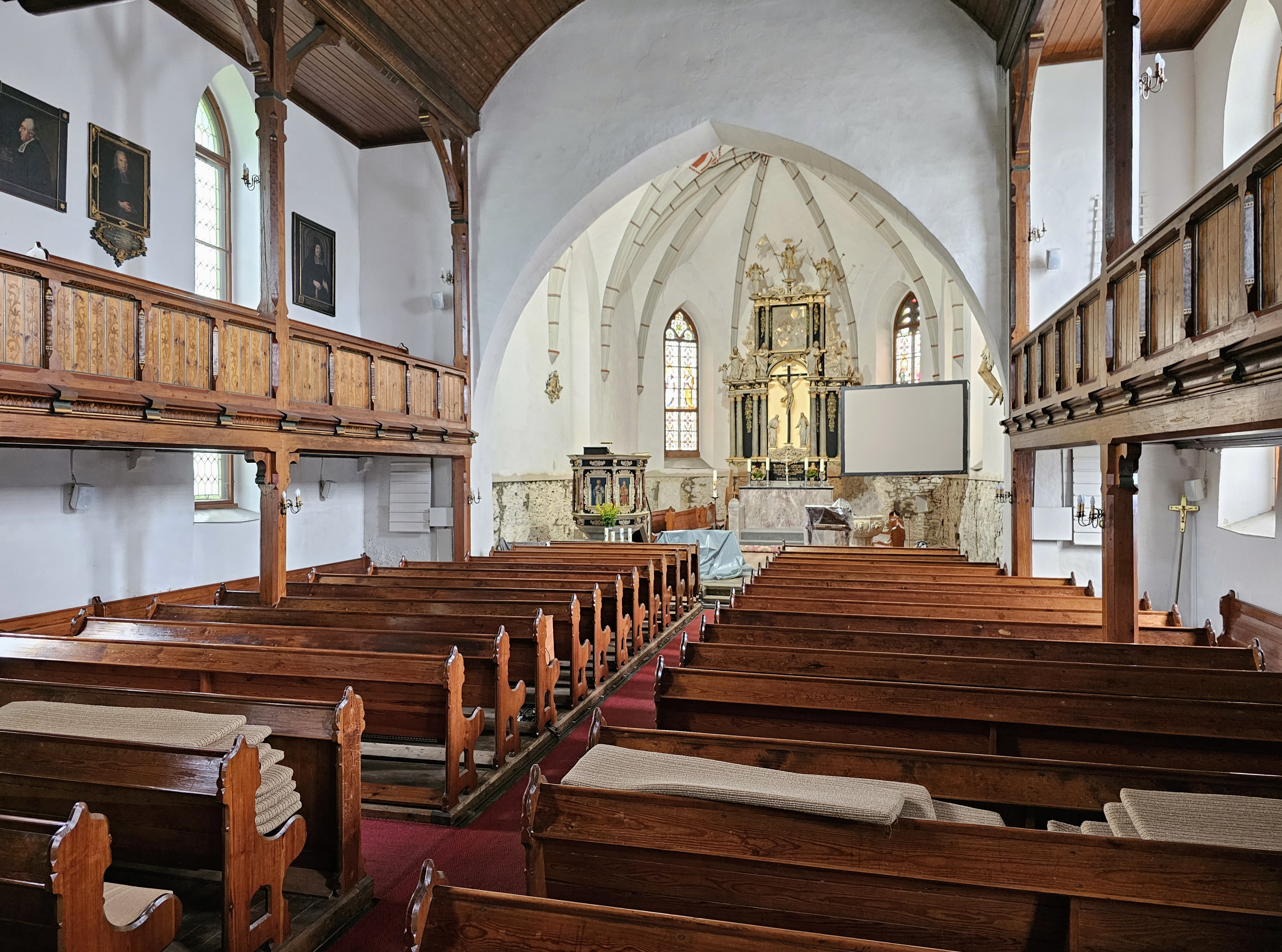
Innenraum (2023)

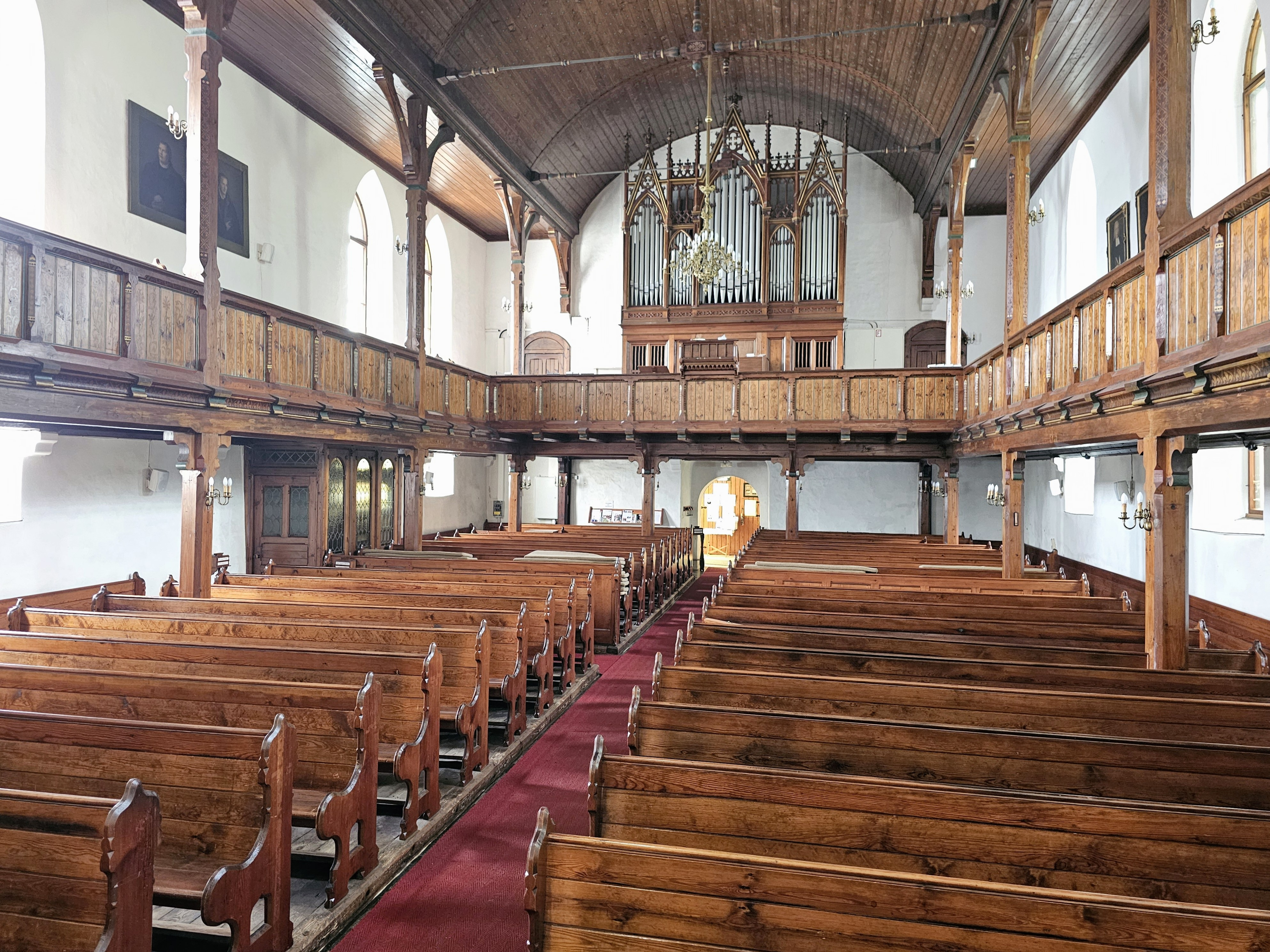
Innenraum, Blick zur Orgel

Die evangelische Kirche St. Andreas steht in der Landstadt Tanna im Saale-Orla-Kreis in Thüringen.

## Geschichte
1232 wird erstmals eine Kirche in Tanna urkundlich erwähnt. Seit 1279 standen die Kirche und ihre Tochterkirchen unter dem Patronat des Deutschen Ritterordens in Plauen, 1290 unter demjenigen des Ritterordens in Schleiz. Bereits 1296 wurde Tanna zu einer eigenständigen Komturei, bestätigt durch den Vogt in Gera.
Gegen Ende des 15. Jahrhunderts wurde ein Neubau begonnen. Hiervon stammen die Mauern des Langhauses und das spätgotische südliche Portal. Mit der Reformation wurde die Gemeinde 1533 evangelisch. Von der alten Kirche sind der Haupteingang und das Kreuz in der steinernen Umfassung sowie das Kreuzgewölbe des Chorraums im östlichen Teil der Kirche erhalten.
1640 brannte die Kirche teilweise ab und wurde wieder neu erbaut. Der knapp 42 Meter hohe Turm an der Westseite des Langhauses stammt aus den Jahren 1696–1698, die Sakristei an der Südseite ist ähnlich alt.
Eine umfassende Renovierung im neugotischen Stil erfolgte 1898. Hierbei wurden Emporen, Tonnendecke und Gestühl erneuert, die nördlichen Fenster des Langhauses vergrößert und mit Spitzbogen versehen. Ein kleines Rundbogenfenster beim Südportal wurde verschlossen, der Chorraum erhielt zwei weitere Fenster auf der Nordseite. Aus dem Jahr 1898 stammt noch das Orgelgehäuse mit -prospekt sowie die bemalten Bleiglasfenster.
Im Ersten Weltkrieg wurden alle Glocken bis auf das Zwölf-Uhr-Glöckchen beschlagnahmt und eingeschmolzen. Im Jahr 1922 konnte Ersatz in Form von drei neuen Glocken beschafft werden.
Das 25-registrige Werk von Robert Knauf & Sohn wurde wegen Unspielbarkeit 1988 zugunsten einer elektronischen Ahlborn-Orgel aufgegeben. Renovierungen erfolgten in den 1970er Jahren und 1988/95. Zuletzt wurde 2012/13 das Dach saniert, d. h. komplett neu gedeckt und der Dachstuhl teilerneuert.